# John Wilkes Booth
Pour les articles homonymes, voir John Booth, Booth et Wilkes.
John Wilkes Booth, né le 10 mai 1838 à Bel Air (Maryland) et mort le 26 avril 1865 à Port Royal (Virginie), est un acteur de théâtre américain et sympathisant des Confédérés, assassin d'Abraham Lincoln, seizième président des États-Unis, au théâtre Ford de Washington le 14 avril 1865.
Booth avait rencontré le succès dans le Maryland où il était acteur de théâtre et membre d'une famille d'acteurs. Il éprouvait un profond mécontentement à la suite de la défaite des Sudistes, à l'issue de la guerre de Sécession (1861-1865) ; il était notamment fermement opposé à la décision de Lincoln d'étendre le droit de vote aux esclaves récemment émancipés.
John Wilkes Booth constitua un groupe de conspirateurs dont le but était de tuer Abraham Lincoln et d'autres personnalités, comme le vice-président, Andrew Johnson et le secrétaire d'État, William Seward, dans une tentative désespérée de venir en aide à un Sud vacillant. Bien que l'armée de Virginie du Nord, menée par le général Lee, eût capitulé quatre jours plus tôt, Booth pensait que la guerre n'était toujours pas terminée dans la mesure où l'armée du général confédéré Joseph Johnston affrontait toujours l'armée de l'Union, conduite par le général Sherman. De tous les conspirateurs, Booth fut le seul à atteindre son objectif.
Après l'attentat contre Lincoln, Booth s'enfuit à cheval vers le sud du Maryland et s'abrita dans une ferme du Nord de la Virginie, où il fut repéré et abattu par des soldats de l'Union deux semaines plus tard. Plusieurs autres conspirateurs furent jugés et pendus peu de temps après.
Ironiquement, le propre frère de John Wilkes Booth, Edwin Booth, avait sauvé la vie d'un des quatre fils d'Abraham Lincoln, Robert Lincoln, quelques années auparavant.

## Biographie

### Contexte et premières années de John Wilkes Booth
Ses parents, le célèbre acteur shakespearien Junius Brutus Booth (en) et sa maîtresse l'actrice Mary Ann Holmes, émigrèrent d'Angleterre aux États-Unis en 1821 et achetèrent une ferme près de Bel Air, dans le comté de Harford (Maryland), où John Wilkes Booth vit le jour le 10 mai 1838,. Il devait son prénom au révolutionnaire britannique John Wilkes, dont la famille se disait cousine.
John Wilkes Booth fut éduqué par la littérature classique et notamment Shakespeare. Il suivit les cours de l'académie de Bel Air, dont le proviseur le décrivait comme un jeune homme « non déficient en intelligence mais réticent à profiter des opportunités éducatives qui lui étaient offertes. Chaque jour il venait de sa ferme à cheval, prêtant plus d'attention à ce qui se passait sur la route qu'au fait d'arriver à l'heure en classe ».
En 1850-1851, il étudia à la Boarding School de Milton, une école pour garçons située à Sparks (en), dans le Maryland. Comme le racontait la sœur de Booth, Asia Booth Clarke, dans son livre The Unlocked Book, le futur acteur rencontra une vieille femme gitane dans les bois près de l'école ; celle-ci lui prédit des moments difficiles et lui dit qu'il mourrait jeune. En 1851, à l'âge de 13 ans, Booth était à Saint Timothy's Hall, l'académie militaire de Catonsville, dans le Maryland. Marchant sur les traces de leur père qui était mort en 1852, Booth et ses frères, Edwin et Junius Brutus Jr. devinrent des acteurs très renommés pour le milieu du XIXe siècle.

### Carrière théâtrale et guerre civile

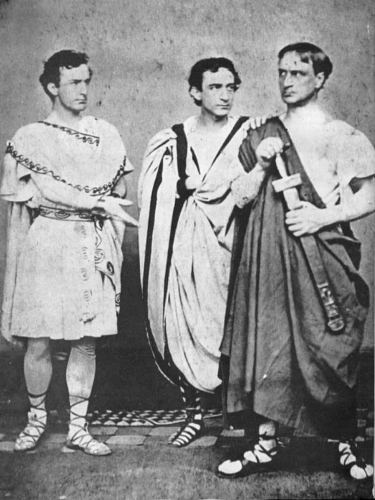
John Wilkes Booth, Edwin Booth et Junius Brutus Booth Jr. jouant dans le Jules César de Shakespeare en 1864.

À l'âge de 17 ans, John Wilkes Booth joua le comte de Richmond dans le Richard III de Shakespeare, mais il ne joua plus jusqu'en 1857, lorsqu'il rejoignit la compagnie du théâtre d'Arch Street, à Philadelphie. À sa demande, il figurait au générique sous le nom de « J.B. Wilkes », un pseudonyme qu'il avait choisi pour faire oublier le nom célèbre qu'il portait. En 1858, il fut accepté comme membre de la compagnie du théâtre de Richmond (Virginie), et devint extrêmement populaire. Certains critiques l'avaient même élu « plus bel homme d'Amérique ». Il mesurait 1,73 m, avait des cheveux de jais et était fin et athlétique. Il était excellent escrimeur. Nombre d'observateurs contemporains notaient ses performances physiques et acrobatiques. Une actrice qui le côtoyait se souvient qu'il s'était un jour coupé avec sa propre épée.
Le 2 décembre 1859, John Wilkes Booth assista à la pendaison du militant abolitionniste John Brown, exécuté pour sa prise de l'arsenal de Harpers Ferry, en Virginie (aujourd'hui en Virginie-Occidentale). Booth acheta un uniforme à un soldat de la milice des Gris de Richmond, qui allait à Charles Town, et rejoignit les soldats confédérés qui assuraient la surveillance du procès de Brown. Lorsque Brown fut pendu, Booth s'avança jusqu'au pied de l'échafaud.
Abraham Lincoln, élu président le 6 novembre 1860, avait pour but d'abolir l’esclavage et de donner plus de droits aux Afro-Américains. Booth, et une grande majorité des personnes vivant au sud des États-Unis, n’appréciaient pas ce changement, ce qui créa des tensions entre le Nord, soit le gouvernement fédéral et le sud, soit les États Confédérés. Le mois suivant, Booth écrivit un long discours condamnant l'abolitionnisme du Nord et exprimant son soutien franc au Sud et à son système d'esclavagisme. Le 12 avril 1861, la guerre civile éclata et onze États du Sud firent sécession de l'Union. La famille de Booth était originaire du Maryland, un État frontière qui demeura dans l'Union durant la guerre, en dépit d'une partie importante de la population favorable à l'Armée confédérée. Comme le Maryland avait une frontière commune avec le district de Columbia (Washington), Lincoln y instaura la loi martiale et ordonna l'emprisonnement des leaders politiques du Maryland pro-sécession au fort McHenry afin de prévenir la sécession de cet État. Beaucoup, dont Booth, jugèrent cet acte anticonstitutionnel.

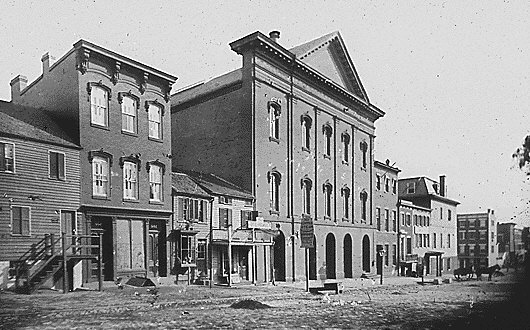
Le théâtre Ford au XIXe siècle, par Mathew Brady.

Bien que Booth fût en faveur des Confédérés, sa famille, comme beaucoup de gens du Maryland, était divisée. Afin de préserver l'harmonie parmi ses frères, Booth promit à sa mère qu'il ne s'engagerait pas dans l'Armée confédérée. Sa carrière d'acteur l'obligeait à voyager beaucoup, au nord comme au sud, et jusqu'à La Nouvelle-Orléans, à l'ouest. Fidèle à ses convictions pro-sudistes et anti-Lincoln, Booth fut arrêté au début de l'année 1862 par un prévôt de Saint-Louis pour avoir parlé contre le gouvernement.
John Wilkes Booth et Lincoln se croisèrent à plusieurs reprises. Lincoln était un grand amateur de théâtre et aimait particulièrement Shakespeare. Le 9 novembre 1863, il assista à une représentation du Cœur de marbre de Charles Selby, au théâtre Ford de Washington, dans laquelle Booth interprétait le rôle de Raphaël. À un moment de la pièce, Booth aurait pointé le doigt en direction de Lincoln en déclamant une tirade. Lincoln était alors assis dans la tribune présidentielle où il serait plus tard assassiné.
La dernière apparition de John Wilkes Booth sur la scène du théâtre Ford eut lieu le 18 mars 1865 dans le rôle du duc Pescara, dans L'Apostat. Ce fut la dernière interprétation de sa carrière. Sa famille était amie de longue date avec John Thomson Ford, le propriétaire du théâtre, et Booth y avait ses habitudes. Il s'y faisait même livrer son courrier. Il avait donc la possibilité de pénétrer dans le théâtre à sa guise, de jour comme de nuit.

### Complot pour l'enlèvement de Lincoln

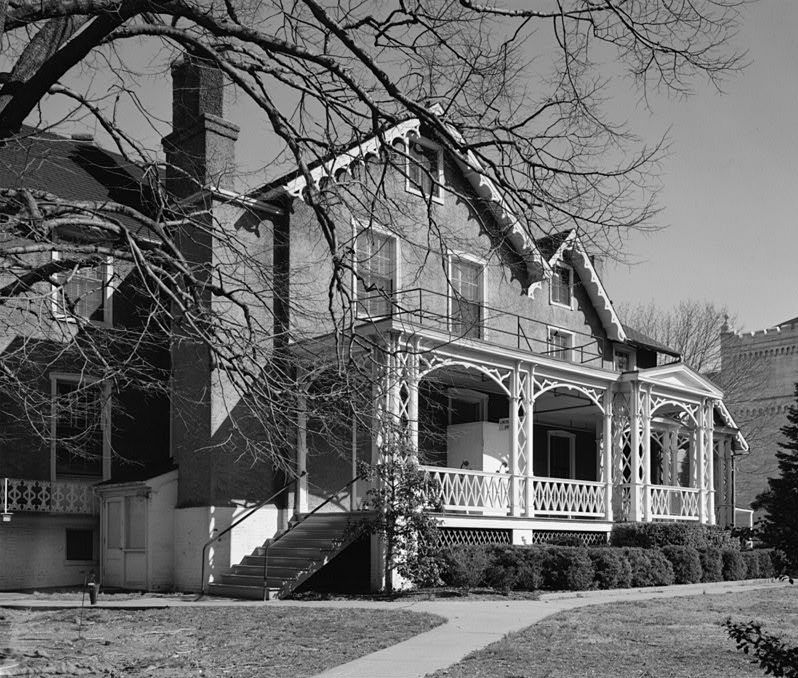
John Wilkes Booth avait décidé d'enlever Lincoln dans la vieille maison des Soldats.

En 1864, la guerre tournait en faveur du Nord. Celui-ci bloqua les échanges de prisonniers afin de tenter de diminuer la taille de l'Armée confédérée et parce que les Confédérés refusaient d'échanger des prisonniers afro-américains. John Wilkes Booth commença à échafauder un plan pour enlever Lincoln dans sa résidence d'été, la Vieille Maison des Soldats (Old Soldiers Home), située à 5 km de la Maison-Blanche, et lui faire traverser le Potomac pour Richmond. Il aurait été échangé contre environ 10 000 soldats sudistes retenus dans les geôles du Nord. Il parvint à recruter de vieux amis comme complices : Samuel Arnold et Michael O'Laughlen.
Durant l'été 1864, John Wilkes Booth rencontra plusieurs sympathisants bien connus des Confédérés à la Maison Parker, à Boston (Massachusetts). En octobre 1864, il fit sans raison apparente un voyage à Montréal. Montréal était alors un centre réputé pour héberger clandestinement des activistes pro-Confédérés. Il y resta dix jours et séjourna un temps à Saint-Lawrence Hall, un lieu de réunion des services secrets confédérés et y rencontra au moins un forceur de blocus. Il est vraisemblable que c'est en cette circonstance qu'il rencontra aussi le directeur des services secrets confédérés, James Dunwoody Bulloch, ainsi que George Nicholas Sanders (en), jadis ambassadeur des États-Unis en Grande-Bretagne. Booth aurait été un membre actif des « Chevaliers du Cercle d'or », décrit comme un « nid d'espions secesh » (c'est-à-dire pro-sécessionniste).

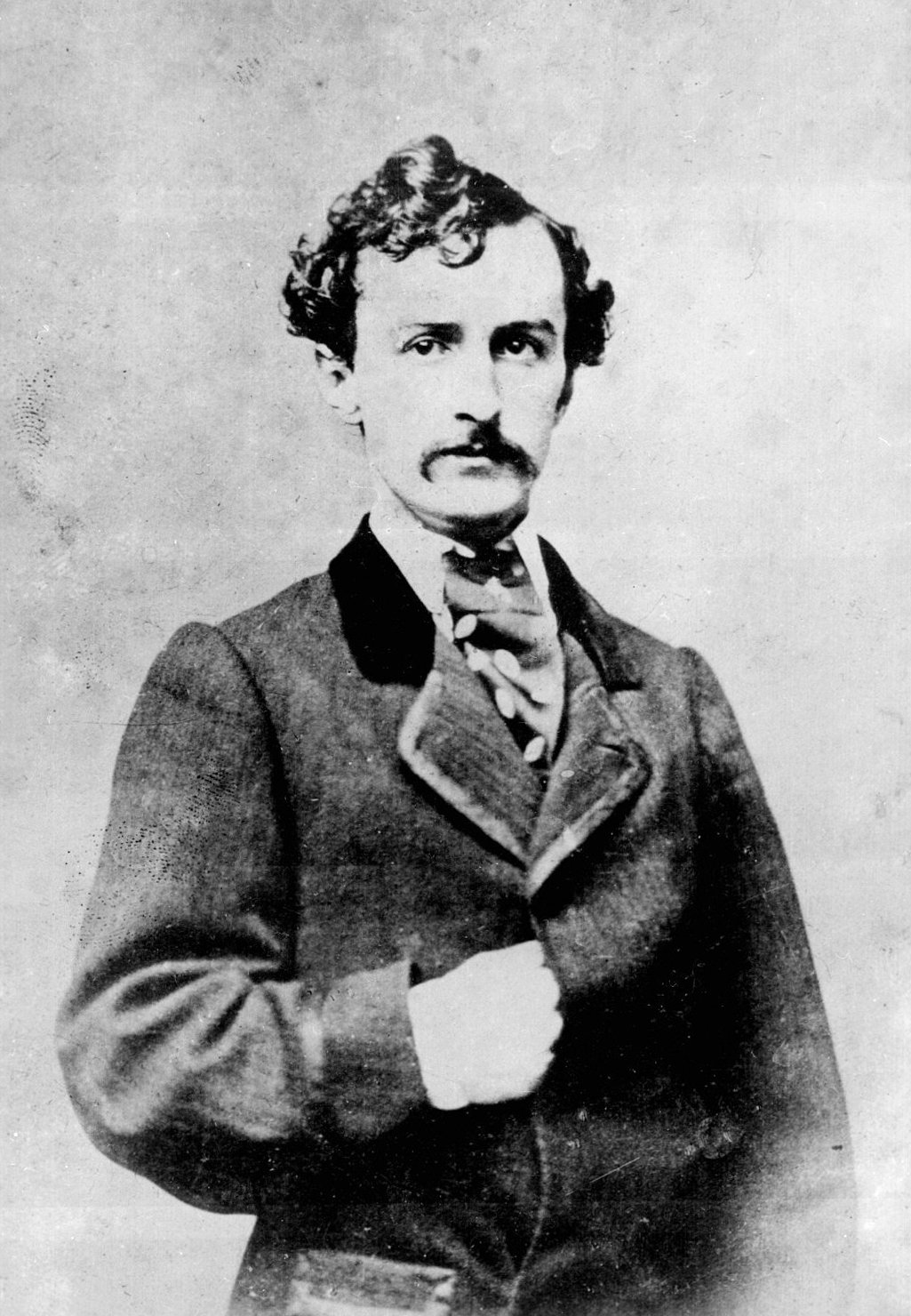
Portrait de John Wilkes Booth.

Des chercheurs en histoire se sont interrogés sur les motivations du voyage de Booth à Montréal et ce qu'il y a fait. Aucune preuve solide liant la tentative d'enlèvement ou d'assassinat de Lincoln au gouvernement confédéré n'a pu être établie, bien que cette éventualité ait été longuement développée dans deux ouvrages : Spying For America, de Nathan Miller, et Come Retribution: the Confederate Secret Service and the Assassination of Lincoln, de William Tidwell.
John Wilkes Booth commença à consacrer de plus en plus d'énergie et d'argent à mettre au point son plan d'enlèvement d'Abraham Lincoln après la réélection de celui-ci au début de novembre 1864. Il rassembla une bande de sympathisants sudistes, dont David Herold, George Atzerodt, John Surratt et Lewis Powell (aussi connu sous le nom de Lewis Payne). Ils commencèrent à se rencontrer à la pension de la mère de Surratt, Mme Mary Surratt.
Le 25 novembre 1864, John Wilkes Booth monta sur scène la première et unique fois accompagné de ses deux frères, Edwin et Junius, dans une représentation unique de Jules César de Shakespeare, au théâtre de Winter Garden à New York. La représentation fut interrompue par une tentative avortée d'agents confédérés clandestins de mettre le feu à plusieurs hôtels et, partant, à toute la ville de New York, par le moyen d'un feu grégeois. Un de ces hôtels se trouvait à côté du théâtre, mais le feu fut rapidement maîtrisé. Le lendemain matin, en compagnie de son frère Edwin, Booth se montrait très amer contre Lincoln et la guerre.

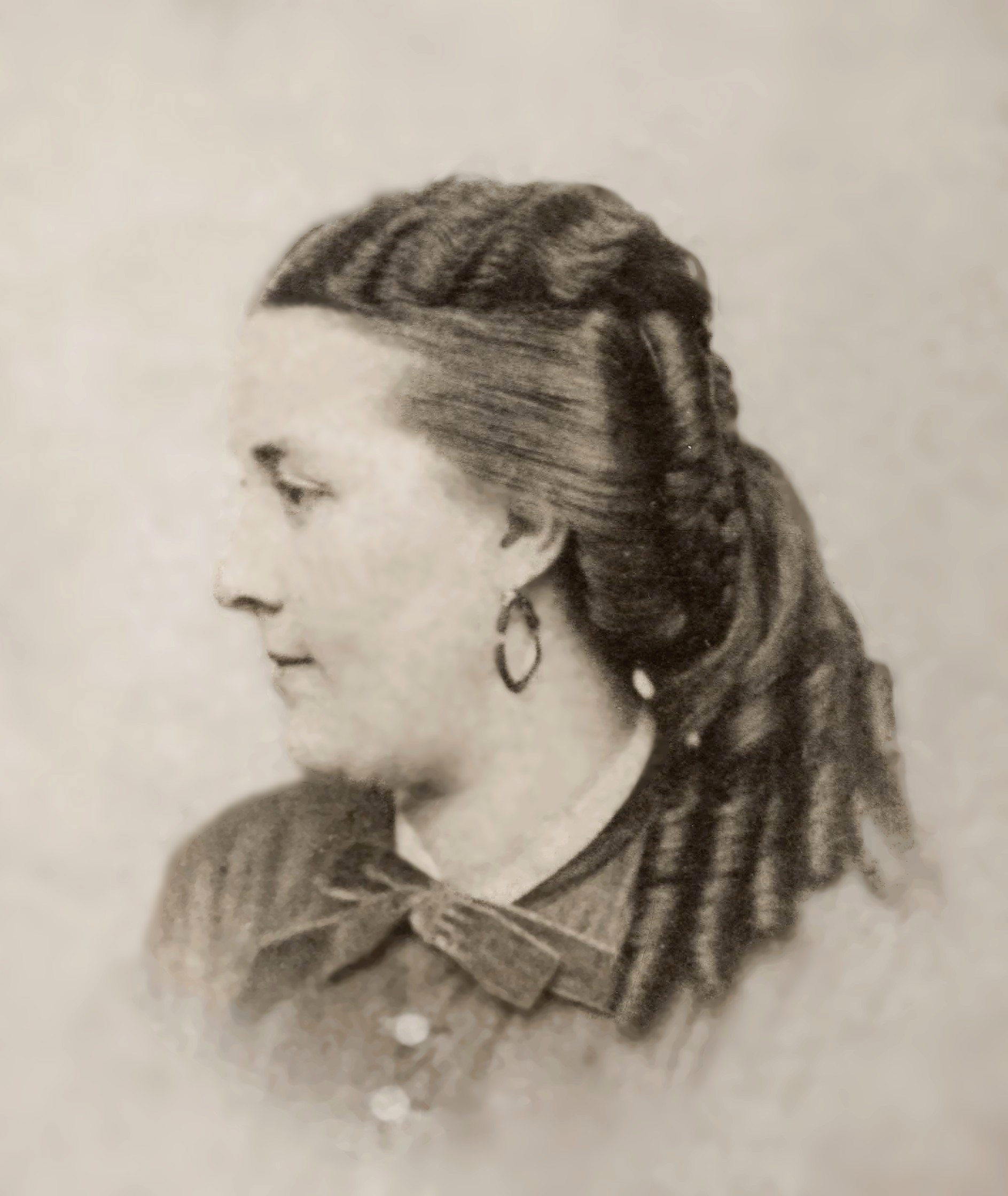
Lucy Hale, fiancée de John Wilkes Booth en 1865.

Trois mois plus tard, le 4 mars 1865, John Wilkes Booth assistait à la cérémonie d'investiture pour le second mandat de Lincoln. Booth avait été invité par sa fiancée secrète, Lucy Hale. Dans la foule se trouvaient Powell, Atzerodt et Herold. Il ne semble pourtant pas y avoir eu à cette occasion de tentative d'enlèvement ou d'assassinat contre Lincoln. Plus tard, Booth remarquera la « chance extraordinaire » qu'il aurait eu là de tuer le président, s'il l'avait voulu.
Le 17 mars, John Wilkes Booth apprit à la dernière minute que Lincoln allait assister à une représentation de la pièce de théâtre Still Waters Run Deep dans un hôpital près de la Maison des Soldats. Il rassembla son équipe sur une portion de route près de la Maison des Soldats, dans le but d'enlever Lincoln sur le trajet vers l'hôpital. Le président ne vint jamais. Booth apprendra plus tard que Lincoln avait changé ses plans au dernier moment pour assister à une réception au National Hotel de Washington, où, ironiquement, Booth séjournait alors.

### L'assassinat

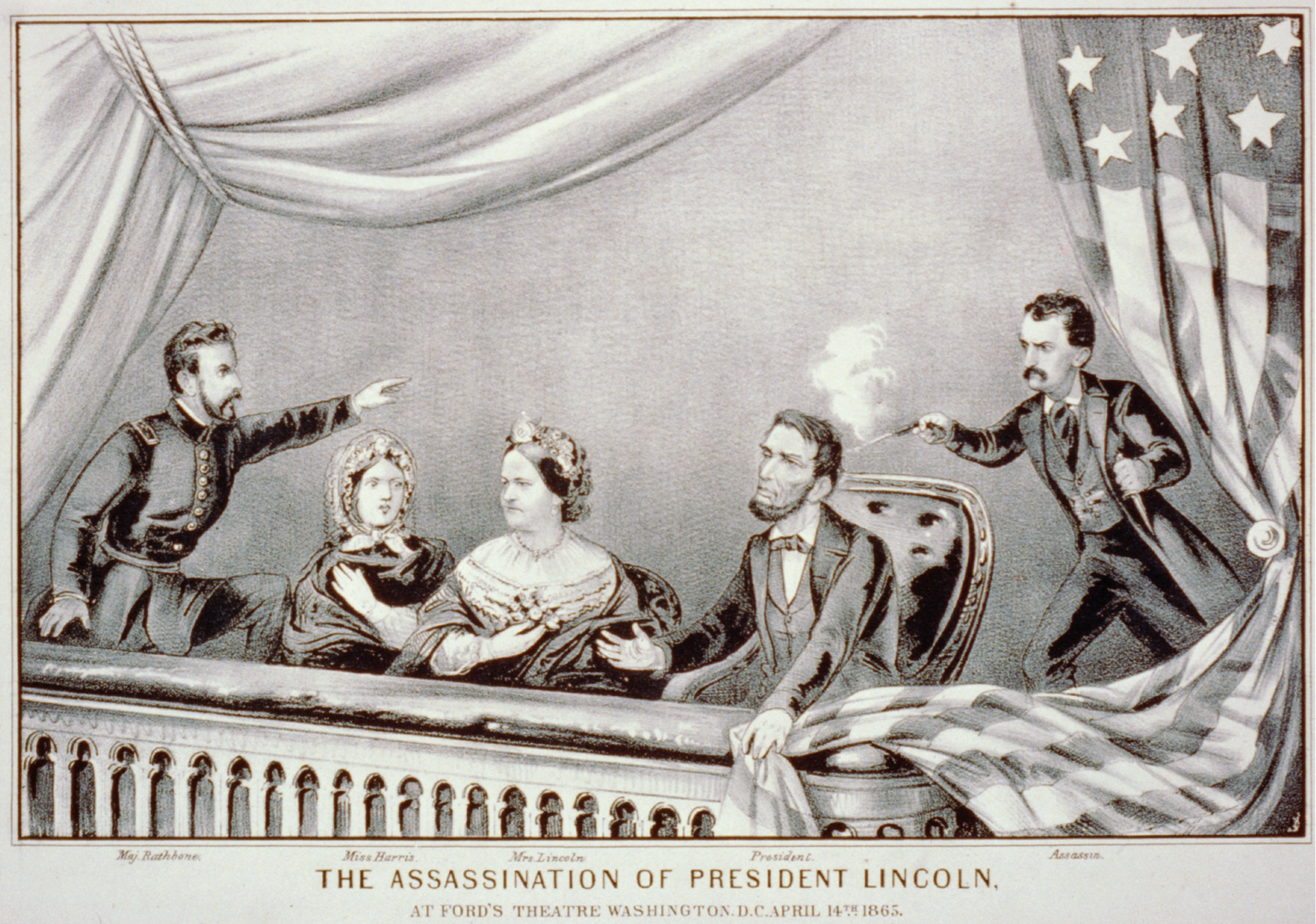
Illustration de l'assassinat de Lincoln. De gauche à droite : le major Rathbone, Clara Harris, Mary Todd Lincoln, Abraham Lincoln et John Wilkes Booth.

Le 10 avril, ayant appris que le général Lee avait abandonné le village d'Appomattox Court House, John Wilkes Booth dit à Louis J. Weichmann, ami de John Surratt en pension chez Mary Surratt, qu'il en avait fini de la scène et que la seule représentation qu'il accepterait de faire désormais serait Venise sauvée, de Thomas Otway. Bien que Weichmann ne comprît pas l'allusion, Venise sauvée a pour thème une conjuration menant à un assassinat.
Le 11 avril, John Wilkes Booth assistait, à l'extérieur de la Maison-Blanche, à un discours impromptu de Lincoln de sa fenêtre. Lorsque Lincoln déclara qu'il était favorable au droit de vote pour les anciens esclaves, Booth affirma que ce serait le dernier discours du président. « Notre cause est presque perdue, écrivit-il dans son journal. Il faut faire une chose décisive et grande. »
Le matin du 14 avril 1865, jour de Vendredi saint, John Wilkes Booth apprit que le président et son épouse assisteraient à la représentation de la pièce Notre cousin américain, au théâtre Ford. Il élabora immédiatement un plan pour l'assassiner, plan qui incluait la présence d'un cheval à l'extérieur pour lui permettre de s'échapper ainsi qu'un itinéraire soigneusement établi. Booth informa Powell, Herold et Atzerodt de son intention de tuer Lincoln. Il chargea Powell d'assassiner le secrétaire d'État Seward et Atzerodt le vice-président Johnson. Herold les assisterait dans leur évasion vers la Virginie.

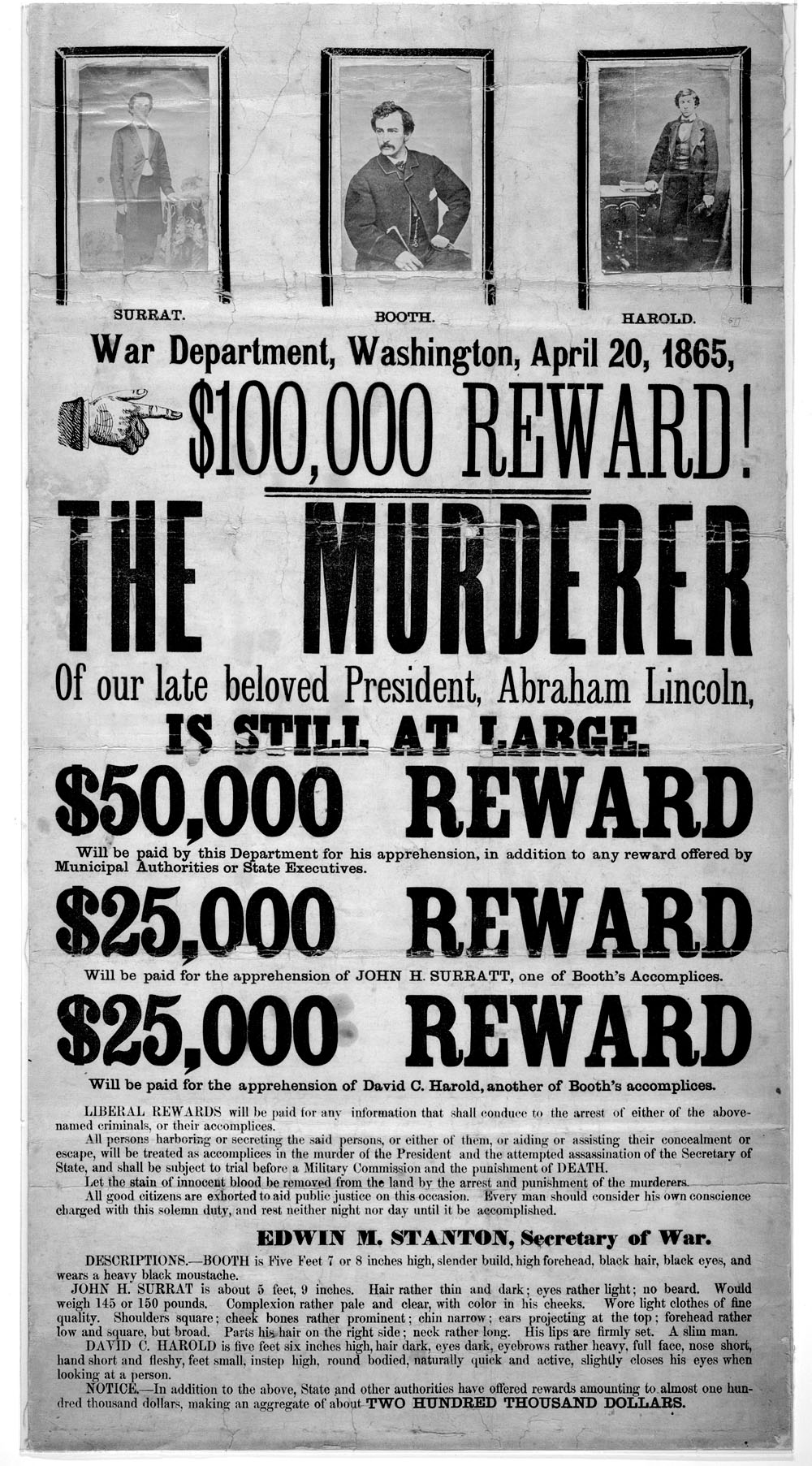
Avis de recherche de John Wilkes Booth, Surratt et Herold.

En visant le président et ses deux successeurs immédiats, John Wilkes Booth cherchait semble-t-il à décapiter le gouvernement de l'Union et le jeter dans un état de panique et de confusion. Booth planifia aussi l'assassinat du général commandant l'Union, Ulysses S. Grant ; néanmoins, l'épouse de Grant ayant promis de rendre visite à sa famille, le couple était parti pour le New Jersey. Booth espérait que les assassinats créeraient le chaos au cœur de l'Union et permettraient au gouvernement confédéré de se réorganiser et de poursuivre la guerre.
En tant qu'acteur célèbre et populaire, John Wilkes Booth était l'ami du propriétaire du théâtre Ford, John Thomson Ford, et avait à ce titre libre accès à toutes les parties du théâtre. Installant un judas dans le box présidentiel le matin de la représentation, l'assassin pouvait voir si sa future victime était arrivée. Ce soir-là, aux alentours de 22 h, alors que la pièce était en cours de représentation, John Wilkes Booth s'introduisit dans le box de Lincoln et lui tira une balle de Derringer calibre 44 dans la nuque. La retraite de Booth fut empêchée par le major Henry Rathbone, qui était présent au moment de l'attentat, ainsi que par Mme Lincoln.
John Wilkes Booth sauta de la tribune présidentielle et tomba sur la scène, et se blessa à la jambe en s'accrochant avec un drapeau de l'U.S. Treasury Guard, utilisé comme élément de décoration. Des témoins l'entendirent s'exclamer sur la scène : « Sic semper tyrannis » (devise de l'État de Virginie signifiant : « Ainsi tombent les tyrans »), alors que d'autres dirent qu'il avait ajouté : « Le Sud est vengé, ».
John Wilkes Booth s'enfuit par l'entrée des artistes qui donnait sur une allée où un cheval l'attendait. Galopant vers le sud du Maryland, il arriva avant l'aube du 15 avril à la maison du docteur Samuel Mudd, qui soigna sa jambe blessée.
Un détachement de vingt-cinq soldats de l'Union, du 16e régiment de cavalerie de New York, commandés par le lieutenant Edward P. Doherty (en) et accompagnés par le détective Everton Conger (en), poursuivirent Booth dans le Sud du Maryland et à travers les rivières Potomac et Rappahannock jusqu'à la ferme de Richard Garrett, juste au sud de Port Royal, en Virginie. Booth et son compagnon, David Herold, avaient été menés à la ferme par William S. Jett, ancien soldat du 9e de cavalerie de Virginie Cavalry, qu'ils avaient rencontré avant de traverser le Rappahannock.
John Wilkes Booth fut surpris du peu de sympathie dont il fut l'objet pour son acte et écrivit son désarroi dans son journal à la date du 21 avril, juste avant sa traversée du Potomac et son arrivée en Virginie : « La main de chaque homme contre moi, je suis ici désespéré. Et pour quoi ? Pour avoir fait une chose dont Brutus avait été honoré… Et encore, alors que j'ai abattu un tyran plus grand qu'aucun autre, on me regarde comme un vulgaire meurtrier. »

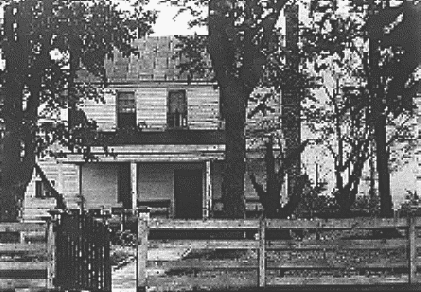
Porche de la ferme de Garrett, où John Wilkes Booth fut abattu en 1865.

Le détective Conger suivit Jett et, l'interrogeant, apprit que Booth se trouvait à la ferme de Garrett. De grand matin, le 26 avril 1865, les soldats y rattrapèrent Booth. Enfermé dans la grange à tabac, David Herold se rendit. Booth, lui, refusa de se rendre et les soldats mirent le feu à la grange.
Le sergent Boston Corbett fit feu sur John Wilkes Booth — alors qu'aucun ordre de tirer explicite n'avait été donné — et le toucha mortellement au cou. Booth fut tiré de la grange et mourut trois heures plus tard sur le porche de la ferme. Il avait 26 ans. La balle avait tranché sa colonne vertébrale, le paralysant totalement. Ses dernières paroles furent : « Inutile, inutile » (Useless, useless),.
Le corps de John Wilkes Booth fut placé environ 36 heures sur le cuirassé USS Montauk, à quai au Washington Navy Yard, pour être identifié et autopsié. Le secrétaire d'État à la guerre, Edwin Stanton, ordonna l'enterrement du corps dans un lieu où il ne pourrait être visité : « Mettez-le à un endroit où il ne dérangera pas, jusqu'à ce que Gabriel sonne de sa dernière trompette ». Le corps fut donc discrètement embarqué sur un bateau, ce qui laissa courir la rumeur que les autorités avaient l'intention de le couler dans le Potomac. Il n'en fut rien. Le transport se fit sans embûche et le corps de Booth finit enterré dans une zone de stockage du vieux pénitencier de l'arsenal de Washington. Quand la prison fut rasée en 1867, il fut transféré dans un entrepôt sur un terrain de l'arsenal. En 1869, les restes furent identifiés une fois de plus avant d'être remis à la famille Booth, qui l'inhuma dans le caveau familial au cimetière de Greenmount Cemetery, à Baltimore.

## Théories sur l'évasion de John Wilkes Booth

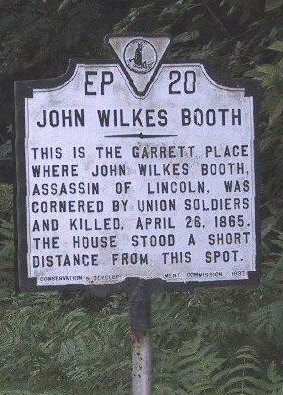
Panneau historique situé à la ferme de Garrett, près de Port Royal.

Un des auteurs ayant popularisé la théorie d'une évasion de Booth est Finis Langdon Bates (1848-1923), qui affirme avoir rencontré Booth à Granbury, au Texas, dans les années 1870 et plus tard avoir pris possession du corps de Booth après son suicide à Enid, dans l'Oklahoma, en 1903. Il exposa le corps momifié lors de tournées et écrivit The Escape and Suicide of John Wilkes Booth (« L'Évasion et le Suicide de John Wilkes Booth »), en 1907 dans le but d'authentifier la momie.
Certains ont prétendu que ce n'était pas Booth qui fut capturé à la ferme de Garrett, mais un agent double qui lui ressemblait, James William Boyd, qui mourut à sa place. Selon ce scénario, le gouvernement aurait eu toutes les peines du monde à couvrir cette bavure. Ces théories sont considérées par la plupart des historiens comme vides de substance. The Lincoln Conspiracy, livre écrit par David Balsiger and Charles Sellier en 1977, décrit l'assassinat en détail, le complot de Boyd et la fuite de Booth dans les marais.
Dans son ouvrage The Curse of Cain: The Untold Story of John Wilkes Booth, Theodore Nottingham (1997) affirme lui aussi que Booth s'est échappé, et aurait trouvé refuge au Japon. Revenu aux États-Unis, il y serait mort en 1903, à Enid, dans l'Oklahoma. Une autre personne[Qui ?] affirme que Booth a vécu jusque dans les années 1900 dans le Missouri.
Plus récemment, une action en justice tenta de faire autoriser l'exhumation des restes présumés de Booth afin de réaliser une étude de superposition photographique. Cette action fut empêchée par le juge Joseph H. H. Kaplan, de Baltimore, qui cita, entre autres, « la faiblesse de la théorie moins que convaincante sur l'évasion et la disparition de Booth ». Cette phrase joua un rôle important dans la décision. La cour d'appel du Maryland confirma la décision. Les archives du FBI rendues publiques n'ont, depuis, apporté aucun élément pouvant confirmer la thèse de l'évasion,.

## Dans les arts et la culture populaire

### Filmographie

#### Cinéma
- 1915 : Naissance d'une nation de D. W. Griffith, joué par Raoul Walsh.
- 1922 : In the Days of Buffalo Bill d'Edward Laemmle, joué par William F. Moran.
- 1924 : Abraham Lincoln de J. Searle Dawley, joué par William F. Moran.
- 1930 : Abraham Lincoln de D. W. Griffith, joué par Ian Keith.
- 1936 : Je n'ai pas tué Lincoln de John Ford, joué par Francis McDonald.
- 1955 : Le Prince des acteurs de Philip Dunne, joué par John Derek.
- 1984 : David Lynch utilise le pseudonyme de Judas Booth pour figurer au générique, en tant que scénariste, de la version télévisuelle de son film Dune, signifiant ainsi discrètement son rejet de cette adaptation.
- 1993 : Dans la ligne de mire, joué par John Malkovich.
- 2007 : Benjamin Gates et le Livre des secrets de Jon Turteltaub, joué par Christian Camargo.
- 2010 : La Conspiration de Robert Redford, joué par Toby Kebbell.
- 2012 : Abraham Lincoln, tueur de zombies de Richard Schenkman, joué par Jason Vail.
- 2015 : The Ridiculous 6 de Frank Coraci, joué par Chris Kattan.

#### Télévision

##### Téléfilm
- 1998 : The Day Lincoln Was Shot de John Gray, joué par Rob Morrow.

##### Série
- 1959 : John Lasell dans l'épisode 13 Le retour de la Saison 2 de La Quatrième Dimension.
- 1989 : Acteur non crédité dans Simpson Horror Show IV de Les Simpson.
- 2005 : Dans Bones, l'agent Seeley Joseph Booth est présenté comme descendant de John Wilkes Booth.
- 2008 : Dee Bradley Baker dans l'épisode La Fin ! de la saison 3 de Batman : L'Alliance des héros.
- 2013 : 
  - Scott Menville dans l'épisode 37 Leçon d'Histoire de la saison 3 de Teen Titan Go!.
  - Dans Sleepy Hollow, John Wilkes Booth apparaît au cours de flashbacks et est interprété par Adrian Bond.
- 2016 : Il est interprété par Kelly Blatz dans Timeless.
- 2024 : Il est incarné par Anthony Boyle dans Manhunt qui suit la traque de John Wilkes Booth menée par Edwin Stanton, interprété par Tobias Menzies, après l’assassinat d’Abraham Lincoln.